# Now爆谷台
now爆谷台（英語：now Baogu Movie，前稱now Popcorn Movie）是now TV旗下的一條亞洲電影頻道。
now爆谷星影台（英語：Now Baogu Superstars）是now TV旗下的一條經典香港電影頻道。

## 歷史與發展

### Now爆谷台
- 2012年3月15日，now爆谷台正式在now TV 133頻道開播，為now TV與華誼兄弟、安樂影片及陳可辛我們製作共同籌組，是香港電視史上唯一由四大公司合作的電視頻道[1]。
- 2013年5月3日，now爆谷台正式分別在StarHub TV 861频道、Unifi TV 225频道開播。
- 2014年5月15日，now爆谷台由標清轉為高清標清共享台號。
- 2016年12月26日，now爆谷台結束在新加坡的播放和停播 (但于2020年8月起以視頻點播服務形式推出)。
- 2017年7月1日，now爆谷台于马来西亚正式推出视频点播服务（Hypp VOD Play）。
- 2020年3月1日，now爆谷台于Unifi TV改为以视频点播播映，并购入多套华语猛片如《送我上青云》、《密战》、《新霸王花》及《少年的你》。

自此，now爆谷台只限于香港版本, 提供直播頻道和視頻點播服務共同享有，而亚洲版本則以視頻點播服務形式落地。

### Now爆谷星影台
- 2021年9月1日起，因應衛視卡式台停播關係，新增now爆谷星影台。

## 播放節目
- 爆谷製造
- 片場職人
- 幕後解密
- 我要做接班人
- 初嚟報導
- 爆谷髦聞 Poppy Moment

## 外部連結
- now爆谷台（页面存档备份，存于）
- now爆谷台官方網站（页面存档备份，存于）
- now爆谷星影台
- now爆谷星影台官方網站 （页面存档备份，存于）